# Djurgårdens IF Fotboll 1943/1944
Djurgårdens IF Fotboll, spelade 1943/1944 i Division 2 Norra, man kom på 3:e plats. Med ett hemmapubliksnitt på 2493 blev Bengt Garpe och Sture Larsson lagets bäste målskyttar med 9 mål vardera.